# Politetrafluoroetileno

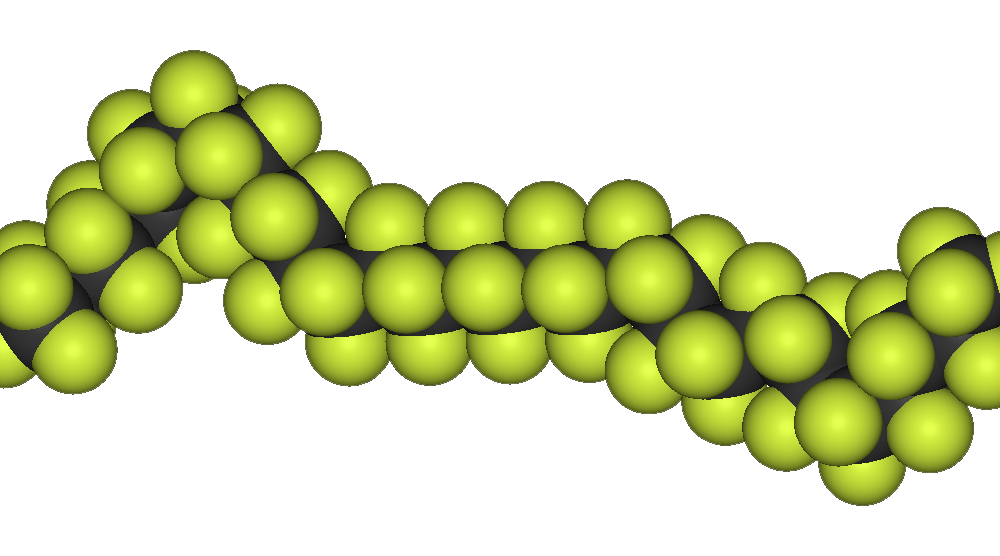
Representación de la molécula de politetrafluoroetileno.

Fórmula del monómero de PTFE.

El politetrafluoroetileno (PTFE), más conocido como teflón, es un polímero similar al polietileno, en el que los átomos de hidrógeno han sido sustituidos por átomos de flúor. La fórmula química del monómero, tetrafluoroeteno, es CF2=CF2. La fórmula del polímero se muestra en la figura.
Teflón es una marca comercial registrada propiedad de The Chemours Company y hace referencia a una familia de productos comercializados por la multinacional, y no a un compuesto químico específico. Entre ellos están la resina PFA (perfluoroalcóxido) y el copolímero FEP (etileno-propileno fluorado), llamados comercialmente teflón-PFA y teflón-FEP respectivamente. En la siguiente figura se muestra la fórmula del PFA (perfluoroalcóxido):

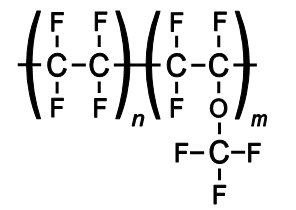
Fórmula del PFA (perfluoroalcóxido).

Tanto el PFA como el FEP comparten las propiedades características del PTFE, ofreciendo una mayor facilidad de manipulación en su aplicación industrial.

## Propiedades
La propiedad principal de este material es que es prácticamente inerte, no reacciona con otras sustancias químicas excepto en situaciones muy especiales. Esto se debe básicamente a la protección de los átomos de flúor sobre la cadena carbonada. Tiene un muy bajo coeficiente de rozamiento y gran impermeabilidad, manteniendo además sus cualidades en ambientes húmedos.
Es también un gran aislante eléctrico y sumamente flexible, no se altera por la acción de la luz y es capaz de soportar temperaturas desde –270 °C (3 K) hasta 270 °C (543 K). Su cualidad más conocida es la antiadherencia.

## Historia
Fue descubierto accidentalmente en 1938 por Roy J. Plunkett, mientras trabajaba en Nueva Jersey para DuPont. Plunkett intentó hacer un nuevo refrigerante clorofluorocarbonado, pero el gas tetrafluoroetileno en su botella de presión dejó de fluir antes de que el peso de la botella hubiera caído al punto de señalización de "vacío". Dado que Plunkett estaba midiendo la cantidad de gas utilizado pesando la botella, quiso averiguar a qué correspondía el peso por lo que recurrió a cortar la botella. Encontró el interior recubierto con un material blanco de consistencia cerosa que era extrañamente resbaladizo. Los análisis mostraron que era perfluoroetileno polimerizado, para lo cual el hierro del interior del contenedor había actuado como catalizador a alta presión. Kinetic Chemicals patentó el nuevo plástico fluorado (análogo al ya conocido polietileno) en 1941 y la marca registrada Teflón en 1945.

## Aplicaciones
Uno de los primeros usos que se dio a este material fue en el Proyecto Manhattan como recubrimiento de válvulas y como sellador en tubos que contenían hexafluoruro de uranio (material altamente reactivo).
El PTFE tiene múltiples aplicaciones, aunque no se le dio salida en un principio (no se empezó a vender hasta 1946). Algunas de ellas se citan a continuación:
- En revestimientos de aviones, cohetes y naves espaciales debido a las grandes diferencias de temperatura que es capaz de soportar.
- En la industria se emplea en elementos articulados, ya que su capacidad antifricción permite eliminar el uso de lubricantes como el Krytox.
- En medicina, aprovechando que no reacciona con sustancias o tejidos y es flexible y antiadherente se utiliza para prótesis, creación de tejidos artificiales y vasos sanguíneos, e incluso operaciones estéticas (body piercing).
- En electrónica, como revestimiento de cables o dieléctrico de condensadores por su gran capacidad aislante y resistencia a la temperatura. Los condensadores con dieléctrico de teflón se utilizan en equipos amplificadores de sonido de alta calidad. Son los que producen menores distorsiones de audiofrecuencias. Un poco menos eficientes, les siguen los de poliéster metalizado (MKP).
- En utensilios de cocina, como sartenes y ollas por su capacidad de rozamiento baja y facilidad de limpieza.
- En pinturas y barnices.
- En estructuras y elementos sometidos a ambientes corrosivos, así como en mangueras y conductos por los que circulan productos químicos.
- Como recubrimiento de balas perforantes. El Teflón no tiene efecto en la capacidad de perforación del proyectil, sino que reduce el rozamiento con el interior del arma para disminuir su desgaste.
- Como hilo para coser productos expuestos continuamente a los agentes atmosféricos o químicos.
- En odontología como aislante, separador y mantenedor del espacio interproximal durante procedimientos de estética o reconstrucciones con resinas compuestas o composite.
- En los tacos de las sillas y en los ratones de ordenador, su bajo rozamiento lo hacen ideal para deslizarlos sobre otras superficies.
- En impresión 3D se utiliza en la junta entre el bloque calefactor y la boquilla para guiar el plástico que se derrite a temperaturas menores a la del Teflón.

## Químicos que no son PTFE
Como resultado de una demanda colectiva y de un acuerdo comunitario con DuPont, tres epidemiólogos realizaron estudios sobre la población que rodeaba una planta química de Ohio y estaba expuesta a PFOA (que no es PTFE) a niveles superiores a los de la población general. Los estudios concluyeron que había una asociación entre la exposición a PFOA y seis condiciones médicas: cáncer de riñón, cáncer de testículo, colitis ulcerosa, enfermedad de la tiroides, hipercolesterolemia (colesterol alto) e hipertensión inducida por el embarazo. Melinda Wenner Moyer, bióloga molecular, escribe para Investigación y Ciencia en octubre de 2010 que el subproducto de su fabricación, (ácido perfluorooctanoico) que no es biodegradable, contamina las aguas y se encuentra en el 95% de los habitantes de los Estados Unidos. La película Aguas Oscuras (Todd Haynes, 2019), basada en un artículo del The New York Times, con guion de Matthew Carnahan, Mario Correa y Nathaniel Rich (el articulista) muestra cómo el abogado Robert Bilott (representado por Mark Ruffalo) descubre el problema y termina ganando judicialmente a Du Pont, que indemniza parte de las víctimas con 670,7 millones de dólares.